# Свети Атанасий (Кошани)
Вижте пояснителната страница за други значения на Свети Атанасий.
„Свети Атанасий“ (на македонска литературна норма: „Свети Атанасиј“) е възрожденска православна църква край тиквешкото село Кошани, централната част на Северна Македония. Част е от Повардарската епархия на Македонската православна църква. Църквата се намира над селото, в северния му край. Изградена и изписана е в 1871 година, което се разбира от надписа над западната врата. Църквата е еднокорабна с женски дял, галерия от западната страна, подпряна на две дървени колони. Има входове от юг и север и отворен трем от юг и запад, а камбанарията е в развалини. Стенописите са на неизвестен зограф и са с ниска художествена стойност. Във втората половина на ХХ век църквата е запусната. Пострадва от пожар около 1990 година и цялата ѝ покривна конструкция е унищожена. На Свети Атанасий е и селският събор.